# Cuadernos de Herpetología
Cuadernos de Herpetología, abreviada como Cuad. herpetol., es una publicación científica especializada en investigaciones inéditas sobre herpetología.
La revista se publica desde agosto de 1985, con noticias del ámbito científico, trabajos de investigación originales relacionados con anfibios y reptiles (anatomía, fisiología, embriología, sistemática, taxonomía, ecología, comportamiento, zoogeografía). Los contenidos son de acceso abierto y distribuidos bajo licencia Creative Commons CC BY NC, es decir que pueden ser utilizados sin fines comerciales y citando la autoría del original.